# 糸魚川淳二
糸魚川 淳二（いといがわじゅんじ、1929年8月21日 - 2021年11月11日）は、日本の古生物学者、地質学者。名古屋大学名誉教授、元豊橋市自然史博物館館長。学位は、理学博士（京都大学・1961年）。

## 人物・来歴
岐阜県恵那郡坂下町（現・中津川市）に生まれる。1942年4月、恵那中学（現・岐阜県立恵那高等学校）に入学。1945年4月、海軍経理学校予科に入校し終戦を迎える。恵那中学に復学し、1946年9月には旧制第四高等学校理科甲類に入学し1949年3月に卒業。同年4月、京都大学理学部に入学。1957年、京都大学大学院を退学。同年8月、名古屋大学理学部に採用される。1958年2月、助手。1971年4月、助教授。1986年4月、教授に昇進し1993年3月に定年退官。その後、同大学名誉教授に推挙された。1995年4月から2000年3月まで椙山女学園大学文学部（現 国際コミュニケーション学部)教授、2001年4月から2005年3月まで豊橋市自然史博物館館長を務めた。
1971年、中央自動車道瑞浪インターチェンジ建設工事に伴う化石調査に参加。その際に発掘された化石の整理にも関わり、1974年の瑞浪市化石博物館開館を主導した。
1959年、登美子夫人と結婚。自宅は私立半原版画館になっている。1998年には胃癌を患うが完治している。
2021年8月までは毎日のように調査をしていたが、11月11日、病気により死去。